# Časová pásma v Austrálii

Mapa časových zón

Časová pásma v Austrálii pokrývají vlastní kontinent o délkovém rozsahu 40°29', což odpovídá časovému rozdílu nejvýchodnějšího a nejzápadnějšího cípu území Austrálie 2,7 hodiny. Tento rozdíl náleží 3 časovým zónám, jak jsou definovány zákony jednotlivých australských států a teritorií. Sezónní změna času je zavedena na části území.
Australská vnější teritoria používají vlastní čas příslušný ideálnímu časovému pásmu odpovídajícímu jejich zeměpisné délce, a to podle rozhodnutí federální vlády.

## Standardizovaný čas
Stanovení jednotek měr a vah, mezi kterými je uveden i čas, je v Austrálii v kompetenci centrální vlády. Od r. 90. let 20. století je čas definován ve vztahu na UTC. Určení platného času ve vztahu k takto definovanému času UTC je v kompetenci jednotlivých států a teritorií. Tímto způsobem jsou na australském kontinentu definována tři základní časová pásma:

### Západní standardní čas
Západní standardní čas (Western Standard Time — WST) je stanoven jako UTC+08:00 a platí v Západní Austrálii.

### Centrální standardní čas
Centrální standardní čas (Central Standard Time — ACST) je stanoven jako UTC+09:30 a platí v Jižní Austrálii a Severním teritoriu.

### Východní standardní čas
Východní standardní čas (Eastern Standard Time — AEST) je stanoven jako UTC+10:00 a platí v Queenslandu, Novém Jižním Walesu, Teritoriu hlavního města Austrálie, Victorii a Tasmánii.
Odchylkou od východního standardního času je čas na Ostrově Lorda Howa, který je součástí Nového Jižního Walesu a dříve používal týž východní standardní čas. Od roku 1987 zde platí vlastní čas UTC+10:30, ale jen po část roku. Sezónní změna času je zavedena, avšak čas se posunuje pouze o 30 minut, takže v létě je na ostrově stejný čas (UTC+11:00) jako v mateřském státě.

### Sezónní změna času
Sezónní změna času je zavedena pouze v některých státech, a to v Jižní Austrálii, Novém Jižním Walesu, Victorii, Tasmánii a na Teritoriu hlavního města. V Západní Austrálii, Queenslandu a Severním Teritoriu se neužívá. Vlastní stanovení sezónní změny času je v kompetenci jednotlivých států a teritorií, a proto je sezónní čas nazýván různě: buď jako DST (Daylight Saving Time) — čas šetřící denní světlo nebo klasicky letní čas — summer time.
Případný začátek a konec sezonní změny musí být v Novém Jižním Walesu, Teritoriu hlavního města a Západní Austrálii definován zákonem, zatímco v ostatních státech a teritoriích je k tomu zmocněna vláda, nebo guvernér, přičemž takové vyhlášky se mohou vztahovat pouze na rok, ve kterém jsou vyhlášeny. Přechod na letní čas nastává ve 2.00 místního času. Od r. 2008 jsou data přechodu mezi všemi státy koordinována; letní čas nastává první říjnovou neděli a končí první dubnovou neděli.
Sezónní časová pásma jsou následující:
- Centrální letní čas (Central Daylight Time — CDT) UTC+10:30,[20] který platí v Jižní Austrálii
- Východní letní čas (Eastern Daylight Time — EDT) UTC+11:00,[21] který platí v Novém Jižním Walesu, Victorii, Tasmánii, na Teritoriu hlavního města a Jarvis Bay.

Během pravidelných period sezónního času je v Austrálii pět časových zón, a to včetně oblastí, které letní čas nemají:

Standardní časové zóny
Časové zóny během sezónní změny

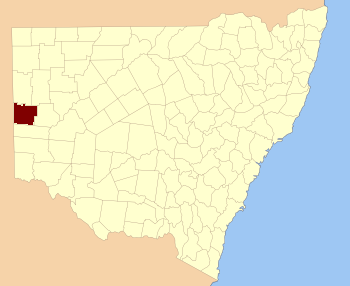
Yancowinna County v Novém Jižním Walesu

### Hranice
Hranice mezi pásmy obecně sledují hranice jednotlivých států a teritorií s jedinou výjimkou, kterou je město Broken Hill a jeho okolí (Yancowinna County) v Novém Jižním Walesu. Na rozdíl od většiny státu je zde zaveden Centrální standardní čas jako v sousedící Jižní Austrálii.

### Australská vnější teritoria
Stanovení místních časů federálně spravovaných ostrovů spadá do kompetence federální vlády v Canbeře. S výjimkou Norfolku není sezónní změna času na ostrovech zavedena a časy platí takto:
- UTC+05:00 Heardův ostrov a McDonaldovy ostrovy
- UTC+06:30 Kokosové ostrovy[22]
- UTC+07:00 Vánoční ostrov[23]
- UTC+11:00 Norfolk — standardní čas[p 3][24]
- UTC+12:00 Norfolk — letní čas[25]

Na základnách v Australském antarktickém území se používají se následující časy, a to celoročně s výjimkou Caseyho antarktické stanice, kde je sezónní posun tříhodinový:
- UTC+06:00 Mawsonova antarktická stanice[27]
- UTC+07:00 Davisova antarktická stanice[28]
- UTC+08:00 Caseyho antarktická stanice[29] — standardní čas[p 3]
- UTC+11:00 Caseyho antarktická stanice[29] — letní čas[26]

## Nestandardizovaný čas

### Středozápadní čas
Na pomezí mezi Západní a Jižní Austrálií se v několika obcích podél silnice A1 (Eyre Highway) používá čas UTC+08:45. V těchto obcích žije zhruba 200 obyvatel a od západu na východ to jsou: Caiguna, Madura, Mundrabilla, Eucla a Border Village, přičemž posledně jmenovaná obec je jediná patřící do Jižní Austrálie. Přestože tento čas není oficiální, nazývá se Středozápadní standardní čas (Central Western Standard Time — CWST). Jedná se o kompromis mezi západním a centrálním časem a hranice tohoto pásma jsou jasně označeny. Sezonní změna času se zde nepoužívá, nicméně když byl letní čas v letech 2006 až 2009 zkušebně zaveden v Západní Austrálii, používal se i zde o hodinu posunutý čas.

### Národní čas
V některých případech, především v pracovních vztazích, se používá celonárodní čas. Např. prospekty při vydávání akcií obvykle určují čas uzavření nabídek vztažený k určitému místu, a to nezávisle na tom, odkud nabídka přichází. Podobně je to i časem prodeje akcií. Jiným případem je australská burza, která se řídí Východním standardním časem.
Na druhé straně federální legislativa se vztahuje k oficiálním standardním pásmům a v nich určené časy nebo lhůty se aplikují podle příslušného časového pásma, takže např. spisy určené federálnímu soudu mohou být podány v západnějším pásmu, když ve východnějším již lhůta uplynula.

### Vlakové časy
Indicko-pacifický vlak užívá při své cestě mezi stanicemi Kalgoorlie a Port Augusta vlastní čas, který je v létě definován jako UTC+09:00. Důvodem je 2,5hodinový rozdíl mezi časem v Jižní a Západní Austrálii.

## Historie
Před zavedením pásmového času měla každá obec právo určit svůj místní čas, což se obvykle dělo podle místního slunečního času. Standardizace byla iniciována v r. 1892 na Mezikoloniální konferenci zeměměřičů, na které delegáti přijali doporučení zavést greenwichský čas (GMT) jako základ pro standardizovaný čas. Australská dominia uzákonila časová pásma v únoru 1895. V Západní Austrálii byl zaveden čas předcházející se oproti greenwichskému o 8 hodin, v Jižní Austrálii (a Severním teritoriu, které jí bylo spravováno) o 9 hodin a v Queenslandu, Novém Jižním Walesu, Victorii a Tasmánii o 10 hodin. Tato tři časová pásma se začala nazývat jako Eastern Standard Time (Východní standardní čas), Central Standard Time (Centrální standardní čas), a Western Standard Time (Západní standardní čas).
V květnu 1899 Jižní Austrálie posunula Centrální standardní čas o třicet minut dopředu. Bylo to v rozporu s obecnou mezinárodní praxí, že rozdíl mezi pásmy má být hodinový a příslušný poledník s odpovídajícím časem má procházet dotyčným územím, což pro Jižní Austrálii neplatí. Od toho roku proběhla v Austrálii jediná změna, a to zavedení Centrálního standardního času v oblasti Broken Hill v Novém Jižním Walesu. Když bylo od Jižní Austrálie odděleno Severní Teritorium (1911) a převedeno pod správu federální vlády, ponechalo si Centrální standardní čas. Podobně se téhož roku postupovalo, když bylo z Nového Jižního Walesu vyděleno Teritorium hlavního města, které si ponechalo Východní standardní čas.
Letní čas byl zaveden jednotně ve všech státech a teritoriích během první a druhé světové války a následně byl zrušen. Prvním státem, který zavedl letní čas od té doby byla Tasmánie v r. 1968. Poté ho v r. 1971 zavedly Nový Jižní Wales, Victorie, Queensland a Jižní Austrálie. V Queenslandu byl letní čas zrušen hned následujícího roku a v r. 1992 zde po tříleté zkušební době proběhlo referendum o zavedení letního času, které skončilo porážkou jeho příznivců (54,5 % proti). Nadále probíhají debaty o jeho znovuzavedení, např. padl návrh na zavedení letního času pouze na části území a dokonce se k tomu ustanovila zvláštní strana. Rovněž v Západní Austrálii proběhla v letech 1975, 1984, 1992 a 2009 referenda o zavedení letního času. Vždy před hlasováním byl letní čas zkušebně zaveden, ale ani v jednom z nich zavedení letního času neprošlo.
V r. 1986 byl neúspěšně vznesen návrh zavést v Jižní Austrálii Východní standardní čas a znovu v r. 1994 ve variantě s posunem Centrálního standardního času na UTC+10, opět neúspěšně. V souvislosti letními olympijskými hrami v Sydney v r. 2000 byl přechod na letní čas proveden již 27. srpna, a to na všech územích, která měla zaveden východní letní čas (EDT), tedy v Novém Jižním Walesu, Victorii, Tasmánii a na Teritoriu hlavního města. Podobným způsobem se postupovalo v r. 2006, kdy byl letní čas o jeden týden prodloužen kvůli hrám Commonwealthu v Melbourne, přičemž kromě výše uvedených států jej prodloužila i Jižní Austrálie a letní čas skončil až 2. dubna. 4. října 2015 se změnil standardní čas na ostrově Norfolk z UTC+11:30, který zde platil od roku 1951, na UTC+11:00, aniž by došlo k úpravě letního času; tak se dosavadní půlhodinová sezónní změna upravila na hodinovou.